# Chymomyza aldrichii
Chymomyza aldrichii är en tvåvingeart som beskrevs av Sturtevant 1916. Chymomyza aldrichii ingår i släktet Chymomyza och familjen daggflugor. Inga underarter finns listade i Catalogue of Life.